# Cleioprocta
Cleioprocta è una superfamiglia di molluschi nudibranchi.

## Famiglie
- Favorinidae
- Myrrhinidae
- Spurillidae